# Vigousse
Vigousse ist eine Schweizer satirische Wochenzeitschrift. Das Blatt wird von andern Medien unabhängig produziert.
Die Welschschweizer Zeitschrift erscheint seit Dezember 2009. Sie wurde vom Cartoonisten Thierry Barrigue, der lange für die Zeitung Le Matin arbeitete, zusammen mit dem Schriftsteller und Archäologen Laurent Flutsch und dem Komiker und Drehbuchautor Patrick Nordmann gegründet. In der Anfangszeit war Nordmann neben Barrigue Co-Chefredaktor; 2013 schied er aus dem Redaktionsteam aus.
Die satirische Zeitschrift kommentiert mit französischen Texten und mit Zeichnungen politische und kulturelle Ereignisse und Entwicklungen in der Schweiz und aktuelle internationale Fragen.
Zu den Autoren und Illustratoren, die regelmässig am Inhalt von Vigousse mitwirken, zählen die Zeichnerin Coco, der Naturwissenschaftler Sebastian Dieguez, die Grafiker von Plonk et Replonk, der Zeichner Mix & Remix (Philippe Becquelin) und die Comiczeichnerin Bénédicte Sambo. Die Satirezeitschrift ist ein bedeutendes Schweizer Medium für die Publikation neuer Karikaturen.